# Cordia exaltata
Cordia exaltata är en strävbladig växtart som beskrevs av Jean-Baptiste de Lamarck. Cordia exaltata ingår i släktet Cordia, och familjen strävbladiga växter. Inga underarter finns listade i Catalogue of Life.